# Curtis Davies
Curtis Eugene Davies (* 15. März 1985 in Leytonstone, London) ist ein englischer Fußballspieler. Der Verteidiger steht seit 2023 bei Cheltenham Town unter Vertrag.

## Vereinskarriere

### Frühe Karriere
Davies spielte im Alter von 15 Jahren in der Jugend des FC Wimbledon, erhielt dort jedoch  keinen weiteren Vertrag. Bei Luton Town erhielt er daraufhin ein Stipendium und gab 2003 sein Debüt in der ersten Mannschaft des Klubs.
2004/05 wurde er bei Luton Town zu einem der Schlüsselspieler. Er absolvierte in dieser Saison 44 Ligaspiele und verhalf dem Klub zum Meistertitel in der Football League One. Davies wurde für seine Leistungen als „League One Player of the Year“ ausgezeichnet und gemeinsam mit fünf Teamkameraden in das „PFA League One team of season“ gewählt.
In der folgenden Saison absolvierte Davies noch sechs Ligaspiele für Luton. In seiner letzten Partie im Dress der Hatters am 29. August 2005 traf er zum 2:1-Siegtreffer gegen den FC Millwall. Zwei Tage später wechselte er für eine Ablösesumme von drei Millionen Pfund zu West Bromwich Albion in die Premier League.

### West Bromwich Albion
Davies war für Bromwich der bis dato teuerste Einkauf eines Verteidigers. Trotz einer starken Saison und 33 Ligaeinsätzen in Folge konnte er den Abstieg der Baggies nicht verhindern und unterzeichnete dennoch Ende Juli 2006 einen neuen Vierjahresvertrag bei West Brom. Nachdem er bereits während der Erstligaspielzeit teilweise Kapitän war, übernahm er dieses Amt in der Saison 2006/07 endgültig und war damit der zweitjüngste Kapitän in der Geschichte des Klubs. 
Am 17. Februar bekam er seinen ersten Platzverweis in seiner Profilaufbahn, nachdem er für zwei Fouls an Middlesbrough-Stürmer Mark Viduka jeweils die gelbe Karte sah. Einen Monat später brach er sich gegen Crystal Palace den fünften Mittelfußknochen, wodurch er bis zum Saisonende ausfiel. Auch in dieser Saison wurde er in das „PFA Championship Team of the Year“ gewählt. Ohne Davies unterlag West Brom im entscheidenden Play-off-Spiel um den Aufstieg gegen Derby County mit 0:1.
Am 21. Juni 2007 reichte Davies erstmals ein Transfergesuch ein, das aber von der Vereinsleitung zurückgewiesen wurde. Am 31. August wurde bekannt gegeben, dass Davies für eine Spielzeit an den Erstligisten Aston Villa ausgeliehen wird, mit der Option auf eine dauerhafte Verpflichtung zur Saison 2008/09.

### Aston Villa
Davies gab sein Debüt für die erste Mannschaft von Aston Villa bei der 0:1-Niederlage im League Cup gegen Leicester City. Er verglich dabei seine Leistung in einem Interview mit der eines „pub team player“.
Ende Dezember konnte sich der Verteidiger einen Stammplatz im Team von Villa erkämpfen, nachdem Zat Knight wegen eines Platzverweises gegen Chelsea für einige Wochen gesperrt war. Am 1. März 2008 zog er sich im Match gegen den FC Arsenal einen Achillessehnenriss zu und fällt voraussichtlich für sechs Monate aus. Trotz dieser schweren Verletzung erhielt Davies zum Saisonende einen Vierjahresvertrag.
Von Oktober bis Dezember 2010 wurde Davies zu Leicester City ausgeliehen, wo er 12 Mal zum Einsatz kam.

### Birmingham City
Am 28. Januar 2011 gab Aston Villa bekannt, dass Davies direkt von Leicester City zu Birmingham City wechseln werde, wo er einen Vertrag über dreieinhalb Jahre bis zum Juni 2014 unterschrieb. Er spielte dort die Rückrunde der Saison in der englischen Premier League, in der Birmingham City den Klassenerhalt nicht erreichte und in die Football League Championship abstieg, wo Davies zwei Saisons als Stammspieler spielte. Insgesamt absolvierte er 89 Ligaspiele (6 Spiele in der Premier League und 83 spiele in der Championship) für Birmingham, in denen ihm elf Tore gelangen. 

### Hull City
Mit Beginn der Saison 2013/14 wechselte Davies ein Jahr vor Ablauf seines Vertrags bei Birmingham zu Hull City in die Premier League. Er konnte sich auf Anhieb als Stammspieler durchsetzen und kam in seiner ersten Saison bei seinem neuen Verein zu 37 Einsätzen in der Liga; dabei erzielte er zwei Tore. In der Premier League 2014/15 stieg er mit seiner Mannschaft als Drittletzter in die zweite Liga ab. Als Tabellenvierter der Football League Championship 2015/16 zog Hull City in der Folgesaison in die Play-offs ein und sicherte sich nach Erfolgen über Derby County und Sheffield Wednesday die Rückkehr in die erste Liga. Nach dem erneuten Abstieg aus der Premier League 2016/17 entschied sich Davies zu einem weiteren Vereinswechsel.

### Derby County
Am 7. Juni 2017 unterschrieb der 32-jährige Innenverteidiger einen Zweijahresvertrag beim Zweitligisten Derby County. In seiner ersten Spielzeit in Derby zog er mit seiner Mannschaft als Tabellensechster in die Aufstiegs-Play-offs ein, scheiterte dort jedoch im Halbfinale am späteren Aufsteiger FC Fulham (1:0 und 0:2). Auch in der EFL Championship 2018/19 zog das Team als Sechster in die Play-offs ein und setzte sich diesmal im Halbfinale gegen Leeds United durch (0:1 und 4:2). Das Finale im Wembley verlor Derby County ohne den verletzungsbedingt den Großteil der Saison fehlenden Curties Davies mit 1:2 gegen Aston Villa. In der Folgezeit verschlechterten sich die Leistungen des Vereins aufgrund großer finanzieller Schwierigkeiten deutlich und gipfelten im Abstieg aus der EFL Championship 2021/22. Mannschaftskapitän Curtis Davies bestritt in der Abstiegssaison alle 46 Ligapartien und blieb dem Verein auch in der dritten Liga erhalten.

## Nationalmannschaftskarriere
Davies debütierte in der englischen U21-Nationalmannschaft am 28. Februar gegen die U21 Norwegens. 
Vom englischen Nationaltrainer Fabio Capello wurde er im Januar 2008 in den provisorischen Nationalkader Englands berufen. Zu einem Einsatz kam er aber bislang nicht.
Davies könnte aufgrund des Geburtsorts seines Vaters für Sierra Leone sowie aufgrund des Geburtsorts einer Großmutter auch für Irland spielen, äußerte aber bislang nur Interesse an einem Einsatz für die Sierra-leonische Fußballnationalmannschaft, falls die englische Nationalmannschaft seine Dienste nicht benötigen sollte.